# Andropogon alopecurus
Andropogon alopecurus là một loài thực vật có hoa trong họ Hòa thảo. Loài này được (Desv.) Hack. mô tả khoa học đầu tiên năm 1889.